# Campeonato Sudamericano de Clubes Campeones 1979
El Campeonato Sudamericano de Clubes Campeones 1979 fue la decimoséptima edición de lo que era el torneo más importante de clubes de baloncesto en Sudamérica.
Fue realizado en la Isla Margarita.
El título de esta edición fue ganado por el Sírio (Brasil).

## Equipos participantes
| País             | Equipo          |
| ---------------- | --------------- |
| Argentina 1 cupo | Olimpo          |
| Bolivia 1 cupo   | Universitario   |
| Brasil 1 cupo    | Sírio           |
| Paraguay 1 cupo  | Olimpia         |
| Perú 1 cupo      | Deportivo Field |
| Uruguay 1 cupo   | Peñarol         |
| Venezuela 1 cupo | Guaiqueríes     |

## El desempeño de los equipos participantes en el torneo de 1979
El torneo se jugó con un formato de todos contra todos, en el que los equipos se enfrentaron en una serie de partidos a lo largo de varios días. El equipo ganador del torneo fue el Sirio de Brasil, que se llevó el título con una destacada actuación. Sirio demostró un gran nivel de juego durante todo el campeonato.
Este triunfo convirtió al Sirio en el segundo equipo brasileño en ganar el Campeonato Sudamericano de Clubes Campeones. El equipo contaba con un plantel de jugadores de gran nivel.